# Футбол для незрячих на летних Паралимпийских играх 2020
Футбольный турнир среди незрячих на XVI летних Паралимпийских играх проходил с 29 августа по 4 сентября 2021 года в Городском спортивном парке Аоми в Токио. Это был 5-й по счёту розыгрыш подобного футбольного состязания на Паралимпиадах. 
Изначально соревнования должны были пройти в 2020 году, но из-за пандемии COVID-19 состоялись на год позже (решение о переносе 24 марта 2020 года объявил Международный паралимпийский комитет). В целях безопасности все матчи Паралимпиады прошли без зрителей.
Чемпионом в 5-й раз подряд стала сборная Бразилии, обыгравшая в финале соперников из Аргентины. «Бронза» — у сборной Марокко, ставшей первой командой с африканского континента, завоевавшей медаль в этой паралимпийской дисциплине.

## Медалисты
| Золото   | Серебро   | Бронза  |
| -------- | --------- | ------- |
| Бразилия | Аргентина | Марокко |

## Квалификация
Помимо сборной принимающей страны, ещё 7 сборных из 4 конфедераций квалифицировались на Игры.
| Метод квалификации                              | Период                       | Место проведения | Число квот | Квалифицировавшиеся сборные |
| ----------------------------------------------- | ---------------------------- | ---------------- | ---------- | --------------------------- |
| Принимающая страна                              | —                            | —                | 1          | Япония                      |
| Чемпионат мира по футболу среди незрячих 2018   | 5 — 16 июня 2018             | Мадрид           | 1          | Бразилия                    |
| Кубок Америки по футболу среди незрячих 2019    | 2 — 10 июня 2019             | Сан-Паулу        | 1          | Аргентина                   |
| Чемпионат Европы по футболу среди незрячих 2019 | 15 — 24 сентября 2019        | Рим              | 2          | Франция                     |
| Чемпионат Европы по футболу среди незрячих 2019 | 15 — 24 сентября 2019        | Рим              | 2          | Испания                     |
| Чемпионат Азии по футболу среди незрячих 2019   | 30 сентября — 6 октября 2019 | Паттайя          | 2          | Китай                       |
| Чемпионат Азии по футболу среди незрячих 2019   | 30 сентября — 6 октября 2019 | Паттайя          | 2          | Иран Таиланд                |
| Чемпионат Африки по футболу среди незрячих 2022 | 22 ноября — 1 декабря 2019   | Энугу            | 1          | Марокко                     |

1. ↑  Серебряный призёр Паралимпийских игр 2016 года сборная Ирана, ставшая финалистом чемпионата Азии 2019 и тем самым квалифицировавшаяся на Паралимпиаду в Токио, из-за финансовых и политических причин снялась с соревнований. Её место заняла команда Таиланда[7][8].

Жеребьёвка группового этапа финального турнира прошла 14 июня 2021 года в Токио.

## Групповой этап

### Группа A
| Поз | Команда    | И | В | Н | П | МЗ | МП | РМ  | О | Квалификация      |
| --- | ---------- | - | - | - | - | -- | -- | --- | - | ----------------- |
| 1   | Бразилия   | 3 | 3 | 0 | 0 | 11 | 0  | +11 | 9 | Выход в полуфинал |
| 2   | Китай      | 3 | 2 | 0 | 1 | 3  | 3  | 0   | 6 | Выход в полуфинал |
| 3   | Япония (Х) | 3 | 1 | 0 | 2 | 4  | 6  | −2  | 3 | Матч за 5-е место |
| 4   | Франция    | 3 | 0 | 0 | 3 | 0  | 9  | −9  | 0 | Матч за 7-е место |

| Япония                                     | 4:0     | Франция |
| ------------------------------------------ | ------- | ------- |
| - Курода 4′, 9′ - Кавамура 19′, 27′ (пен.) | (отчёт) |         |

| Бразилия                            | 3:0     | Китай |
| ----------------------------------- | ------- | ----- |
| - Мендес 15′, 36′ - Реис 25′ (пен.) | (отчёт) |       |

| Китай     | 1:0     | Франция |
| --------- | ------- | ------- |
| - Чжу 37′ | (отчёт) |         |

| Бразилия                                         | 4:0     | Япония |
| ------------------------------------------------ | ------- | ------ |
| - Мендес 5′ - Тьяго Паранья 25′ - Алвес 36′, 39′ | (отчёт) |        |

| Япония | 0:2     | Китай          |
| ------ | ------- | -------------- |
|        | (отчёт) | - Чжу 12′, 18′ |

| Франция | 0:4     | Бразилия                                   |
| ------- | ------- | ------------------------------------------ |
|         | (отчёт) | - Мендес 16′, 26′ (пен.) - Соарес 35′, 39′ |

### Группа B
| Поз | Команда   | И | В | Н | П | МЗ | МП | РМ | О | Квалификация      |
| --- | --------- | - | - | - | - | -- | -- | -- | - | ----------------- |
| 1   | Аргентина | 3 | 3 | 0 | 0 | 7  | 1  | +6 | 9 | Выход в полуфинал |
| 2   | Марокко   | 3 | 1 | 1 | 1 | 4  | 3  | +1 | 4 | Выход в полуфинал |
| 3   | Испания   | 3 | 1 | 1 | 1 | 2  | 3  | −1 | 4 | Матч за 5-е место |
| 4   | Таиланд   | 3 | 0 | 0 | 3 | 0  | 6  | −6 | 0 | Матч за 7-е место |

| Аргентина           | 2:1     | Марокко     |
| ------------------- | ------- | ----------- |
| - Эспинильо 3′, 15′ | (отчёт) | - Снисла 9′ |

| Испания      | 1:0     | Таиланд |
| ------------ | ------- | ------- |
| - Мартин 40′ | (отчёт) |         |

| Таиланд | 0:2     | Марокко          |
| ------- | ------- | ---------------- |
|         | (отчёт) | - Снисла 6′, 20′ |

| Испания | 0:2     | Таиланд             |
| ------- | ------- | ------------------- |
|         | (отчёт) | - Эспинильо 8′, 40′ |

| Аргентина                                | 3:0     | Таиланд |
| ---------------------------------------- | ------- | ------- |
| - Эспинильо 13′ - Дельдо 20′ - Велис 38′ | (отчёт) |         |

| Марокко      | 1:1     | Испания      |
| ------------ | ------- | ------------ |
| - Снисла 18′ | (отчёт) | - Мартин 30′ |

## Плей-офф

### Сетка
|  | Полуфиналы | Полуфиналы |                   |   | Финал | Финал |
|  |            |            |                   |   |       |       |
|  | 2 сентября |            |                   |   |       |       |
|  |            |            |                   |   |       |       |
|  | Китай      | 0          |                   |   |       |       |
|  | Китай      | 0          | 4 сентября        |   |       |       |
|  | Аргентина  | 2          |                   |   |       |       |
|  | Аргентина  | 2          | Аргентина         | 0 |       |       |
|  | 2 сентября |            | Аргентина         | 0 |       |       |
|  |            | Бразилия   | 1                 |   |       |       |
|  | Бразилия   | Бразилия   | 1                 | 1 |       |       |
|  | Бразилия   |            |                   | 1 |       |       |
|  | Марокко    | 0          |                   |   |       |       |
|  | Марокко    | 0          | Матч за 3-е место |   |       |       |
|  |            |            |                   |   |       |       |
|  | 4 сентября |            |                   |   |       |       |
|  |            |            |                   |   |       |       |
|  | Китай      | 0          |                   |   |       |       |
|  | Китай      | 0          |                   |   |       |       |
|  | Марокко    | 4          |                   |   |       |       |

### Матч за 7-е место
| Франция        | 2:3     | Таиланд                     |
| -------------- | ------- | --------------------------- |
| - Юмэ 29′, 31′ | (отчёт) | - Буади 9′ - Купан 17′, 27′ |

### Матч за 5-е место
| Япония       | 1:0     | Испания |
| ------------ | ------- | ------- |
| - Курода 20′ | (отчёт) |         |

### Полуфиналы
| Китай | 0:2     | Аргентина            |
| ----- | ------- | -------------------- |
|       | (отчёт) | - Эспинильо 18′, 22′ |

| Бразилия           | 1:0     | Марокко |
| ------------------ | ------- | ------- |
| - Берка 28′ (авт.) | (отчёт) |         |

### Матч за 3-е место
| Китай | 0:4     | Марокко                   |
| ----- | ------- | ------------------------- |
|       | (отчёт) | - Снисла 4′, 8′, 18′, 30′ |

### Финал
| Аргентина | 0:1     | Бразилия     |
| --------- | ------- | ------------ |
|           | (отчёт) | - Мендес 33′ |